# Eivar Widlund
Eivar Widlund (født 15. juni 1905, død 31. marts 1968) var en svensk fodboldspiller (målmand).
Widlund startede sin karriere i sin fødeby hos Örebro SK, og skiftede i 1929 til AIK Stockholm. Her spillede han frem til 1935, og var med til at vinde det svenske mesterskab med klubben i 1932.
Widlund spillede desuden fem kampe for Sveriges landshold, og repræsenterede sit land ved VM 1934 i Italien.

## Titler
Svensk mesterskab
- 1932 med AIK Stockholm